# 속오군
속오군(束伍軍)은 조선 후기 지방의 방어를 목적으로 편성된 부대이다. 선조 27년(1594년) 임진왜란 이전의 진관 체제가 각종 병역 기피와 방군수포 등의 영향으로 제대로 작동하지 않아 일본의 침입에 제대로 대응하지 못하였다는 반성 위에 척계광의 《기효신서》를 기반으로 편성하였다. 편성 초기에는 양인과 천민이 모두 병역의 대상이었으나 얼마 지나지 않아 다시 병역기피가 발행하고 병역 대신 납부하는 군포가 지방관의 탐욕에 의해 어지러워지면서 점차 천민들과 세력없는 양인들만이 편성되는 형태로 전락하여 천예군(賤隷軍, 천한 종들이나 가는 군대)라고 불리게 되었다. 결국 조선 말이 되면 중앙의 오군영과 달리 지방 군대는 유명 무실하게 되어 각종 반란이나 민란에 속수무책인 상황이 되었다.

## 설립
조선 초기 군사의 편제는 양인개병제(良人皆兵制)에 따라 모든 양인에게 병역을 부과하여 정병으로 삼고 이들을 진관 체계에 따라 배치하는 것이었다. 정병은 16세에서 60세까지의 양인 남성을 대상으로  8번 2삭상체(八番二朔相遞)로 운영되어 여덟 개로 나뉜 번이 번갈아 가며 소집되어 한 번 소집되면 2 개월을 근무하였다. 그러나 양반들은 각종 관직에 나아가거나 향교에 이름을 올린 교원이라는 명목으로 군역에서 빠졌고, 부유한 양인들도 다른 사람을 대신 세우거나 군포를 대신 내고 빠져나가 16세기 말이 되면 진관 체제가 유지 되지 못할 만큼 병역이 일부 계층에게만 과중하게 몰려 유명무실하게 되었다. 조선은 제승방략을 통해 여러 진관에 흩어져 있는 병력을 전략적 요충지로 파견하는 형태로 대응하였지만 임시 방편일 뿐이었다. 그 결과 임진왜란이 발생하자 순변사 이일, 경상감사 김수 등은 후방 부대의 지원 없이 일본군을 맞아야 했고 중과부적으로 패했다. 임진왜란이 소강상태에 빠진 뒤 조선은 군제 개편의 필요성을 절박하게 느꼈고 새로운 편제로 중앙에 오군영을 지방에 속오군을 두기로 하였다.
속오군이 처음 설립되던 시기는 아직 임진왜란이 마무리 되지 않은 시점으로 빠른 군대 육성을 위해 명나라의 연병교관들로부터 군사 훈련을 받기도 하였다.

## 편제
척계광은 16세기 명나라의 무장으로 중국 남부에 출몰한 왜구와의 전투에서 많은 공을 세웠다. 그가 지인 《기효신서》는 군대의 편성과 군사의 무예를 정리한 책으로 조선의 군사 편성에 많은 영향을 주었다. 척계광은 《기효신서》 제1권 〈속오편〉에서 오(伍)를 기본 단위로 한 군대 편성을 제안하였다. 오는 한명의 오장과 네명의 대원을 묶어 다섯 명으로 구성되며 오늘날 분대의 편성과 닮아 있다. 오를 기초 단위로 한 상급 부대 체계는 다음과 같았다.
| 부대 단위 | 지휘관     | 구성                         | 인원      | 비고                                         |
| --------- | ---------- | ---------------------------- | --------- | -------------------------------------------- |
| 오(俉)    | 오장(伍長) | 병사                         | 5 인      |                                              |
| 대(隊)    | 대총(隊總) | 2 오 + 화병(火兵) 1인 + 대총 | 12 인     |                                              |
| 기(旗)    | 기총(旗總) | 3 대 + 기총                  | 34 인     |                                              |
| 초(哨)    | 초관(哨官) | 3 기 + 초관                  | 103 인    | 초관은 종9품                                 |
| 사(司)    | 파총(把摠) | 5초                          | 600 인    | 파총은 종4품                                 |
| 부(部)    | 천총(千摠) | 3사                          |           | 17세기 훈련도감 이후 새로 만들어진 편재이다. |
| 영(營)    | 영장(營將) | 5사 또는 2부                 | 약 3천 명 | 영장은 정3품                                 |

속오법에 의한 1 영의 완전 편재는 영장 1명, 파총 5명, 초관 25명, 기총 75명, 대총 225명, 병사 2,475명 이었다. 영장은 정3품의 당상관이었으나 조선 초기의 진관 체계에 맞추어 인근 지방의 수령이 겸임하였다.

### 특기
포수(砲手), 살수(殺手), 사수(射手)의 삼수병(三手兵)으로 구분되어 각각 특기에 맞는 훈련을 받았다.

### 지휘권
한 진영의 속오군을 지휘하는 사람은 정3품의 영장이었다. 영장은 진관절제사 또는 동첨도위를 겸하여 기존의 진관 체계가 가지고 있던 방어 체계를 담당하였고, 각도의 감병사와 관찰사의 지휘를 받았다. 실제 여러 산성이나 진에 배속된 부대는 초 단위가 기본이었기 때문에 훈련과 임무 수행은 초단위로 이루어지는 경우가 많았다.

## 천예군
속오군은 기존의 정병이 지던 군역 외에 별도의 소집과 훈련을 거치는 제도여서 군역 가중에 대한 불만이 많았다. 그 결과 점차 양인은 속오군에서 빠져나가고 천민만이 남는 형국이 되었고 소진 훈련의 횟수도 줄어들었다. 병자호란 뒤 청나라의 군축 압박 속에 영장제가 폐지되었고, 영조 초에 이르면 양인은 모두 빠져나가고 천민만이 소집되었으며 군역보다는 각종 공사 등에 동원되는 요역의 모습을 띄게 되었다. 그 결과 조선후기의 기본 법전인《속대전》에서는 아예 속오군을 천예군이라 지칭하기에 이른다.

## 같이 보기
- 제주속오군적부 - 제주특별자치도 문화재자료 제5호

## 참고 자료
- 이 문서에는 다음커뮤니케이션(현 카카오)에서 GFDL 또는 CC-SA 라이선스로 배포한 글로벌 세계대백과사전의 "〈임진왜란〉" 항목을 기초로 작성된 글이 포함되어 있습니다.